# Geoffroi de La Tour Landry
Pour les articles homonymes, voir La Tour-Landry.
Geoffroi (ou Geoffroy) de La Tour Landry (né avant 1330 et mort entre 1402 et 1406) est un chevalier français du XIVe siècle dont la notoriété tient au Livre pour l'enseignement de ses filles (aussi appelé Livre du Chevalier de la Tour Landry), un traité d’éducation morale destiné à ses filles, qu'il composa de 1371 à 1373.

## Résumé biographique

Armes de La Tour-Landry : d'or à une fasce de gueules crénelée de 3 pièces et maçonnée de sable

Geoffroy de La Tour Landry est issu d’une famille de la noblesse angevine, les seigneurs de La Tourlandry, dans l’actuel département de Maine-et-Loire. Le premier membre connu, un certain Landricus Dunensis, fit construire la tour qui a donné son nom à la famille et qui est mentionnée dans un cartulaire du XIe siècle.
La date de naissance de Geoffroy IV, chevalier et seigneur de La Tourlandry, n’est pas connue, mais doit se situer avant 1330. Il participe à diverses campagnes de la Guerre de Cent Ans, en tant que partisan des rois de France. En 1346, il est présent au siège d’Aiguillon mené par Jean le Bon, alors duc de Normandie. En 1353, son nom apparaît dans une montre militaire. En 1364, il fait partie des troupes de Charles de Blois à la bataille d'Auray, puis combat à Cherbourg en 1378 aux côtés du connétable Bertrand Du Guesclin.
En 1378, 1380 et 1383, il est attesté dans divers documents comme chevalier banneret, ce qui témoigne à la fois de l’importance de sa situation militaire et de son statut social.
Il se marie deux fois. En 1353, il épouse d’abord Jeanne de Rougé, d’une riche et influente famille bretonne (douairière des terres de Bourmont comme veuve de Pierre de Cuillé), fille de Bonabes IV († 1377), sire de Rougé et de Derval, vicomte de La Guerche, conseiller du roi Jean. Après la mort de Jeanne, il contracte une nouvelle union en 1391 avec Marguerite des Roches, veuve de Jean Clerembault, un riche chevalier.

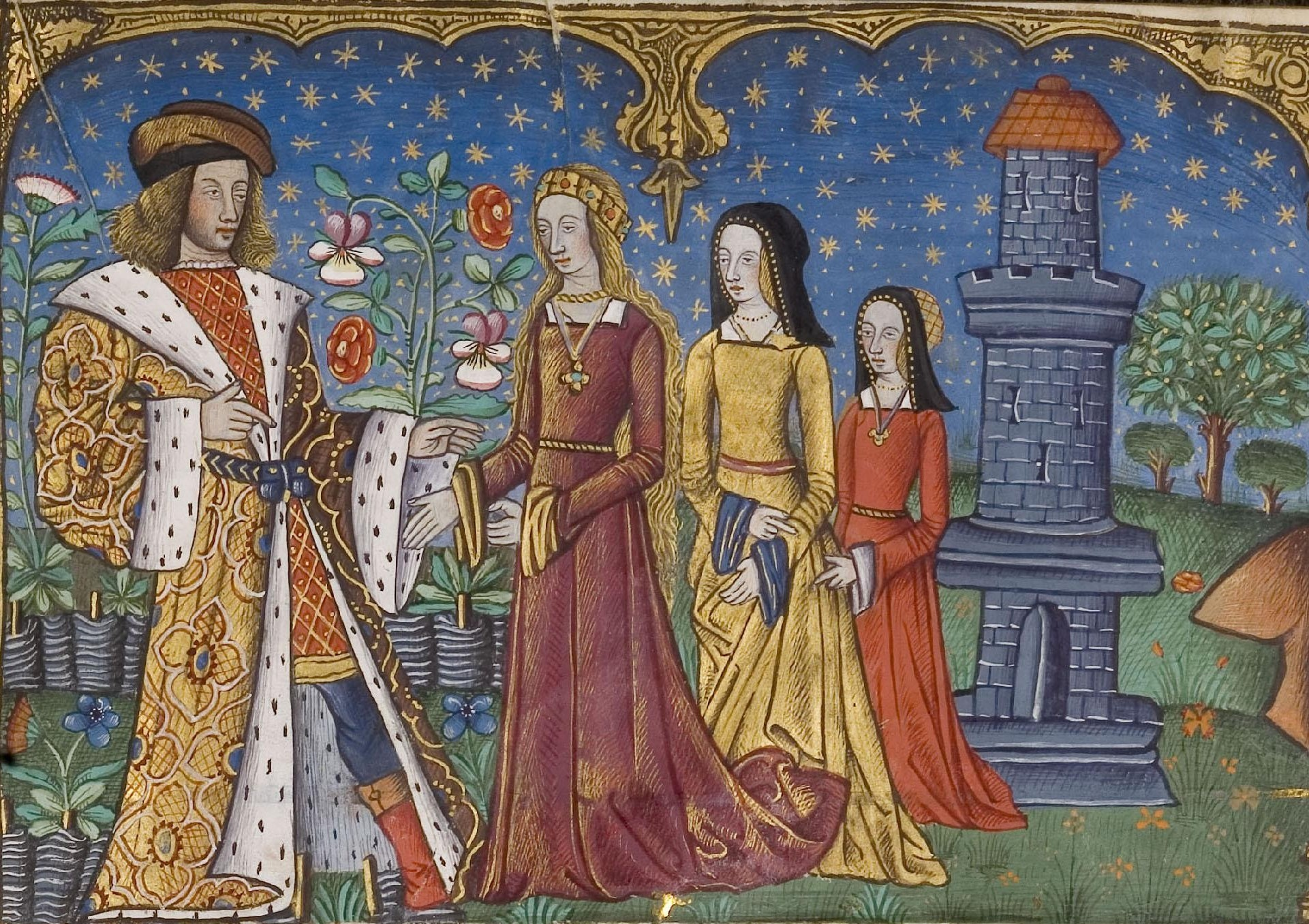
Geoffroi de La Tour Landry enseignant à ses filles, enluminure tirée d'un manuscrit de son Livre pour l'enseignement de ses filles, fin du XVe siècle, Chantilly, musée Condé, bibliothèque, Ms. 293, f. 3

Ses enfants, destinataires de son œuvre, sont issus de son premier mariage avec Jeanne de Rougé. On lui connaît au moins deux fils et trois filles. L'aîné des fils, Charles, est tué à la bataille d’Azincourt en 1415. De ses filles, Marie épouse Gilles Clerembault en 1389, le fils de la seconde femme de son père, et meurt sans laisser d'enfants avant 1400. Les deux autres, Jeanne et Anne, se marient avec deux fils de Louis, vicomte de Rochechouart, conseiller et chambellan du roi de France Charles V.
Divers passages du Livre pour l'enseignement de ses filles fournissent certaines informations concernant le niveau culturel et les intérêts littéraires de son auteur. Il semble avoir disposé d'une collection respectable de manuscrits  pour l'époque, puisqu'il mentionne les « livres que je avoye, comme la Bible, Gestes des Roys et croniques de France, et de Grèce, et d’Angleterre, et de maintes autres estranges terres ». Il connaît d'autres œuvres, comme les histoires de Constantinople et la Vie des Pères, de même que deux romans de la seconde moitié du XIIIe siècle, La Châtelaine de Vergy et Le Roman du Châtelain de Coucy et de la Dame de Fayel. Selon Anne Marie De Gendt, « plusieurs remarques dans le Livre dénotent (...) une certaine familiarité avec la littérature de l'époque: romans chevaleresques, fabliaux, exempla et chansons lyriques. (...) Il connaît bien les conventions de la lyrique courtoise et semble avoir lui-même taquiné les muses, au temps de sa jeunesse, car selon ses dires il a composé plusieurs pièces lyriques pour exprimer l'amour qu'il vouait à sa bien-aimée. »
Il mourut entre 1402 et 1406.

## LeLivre pour l'enseignement de ses filles

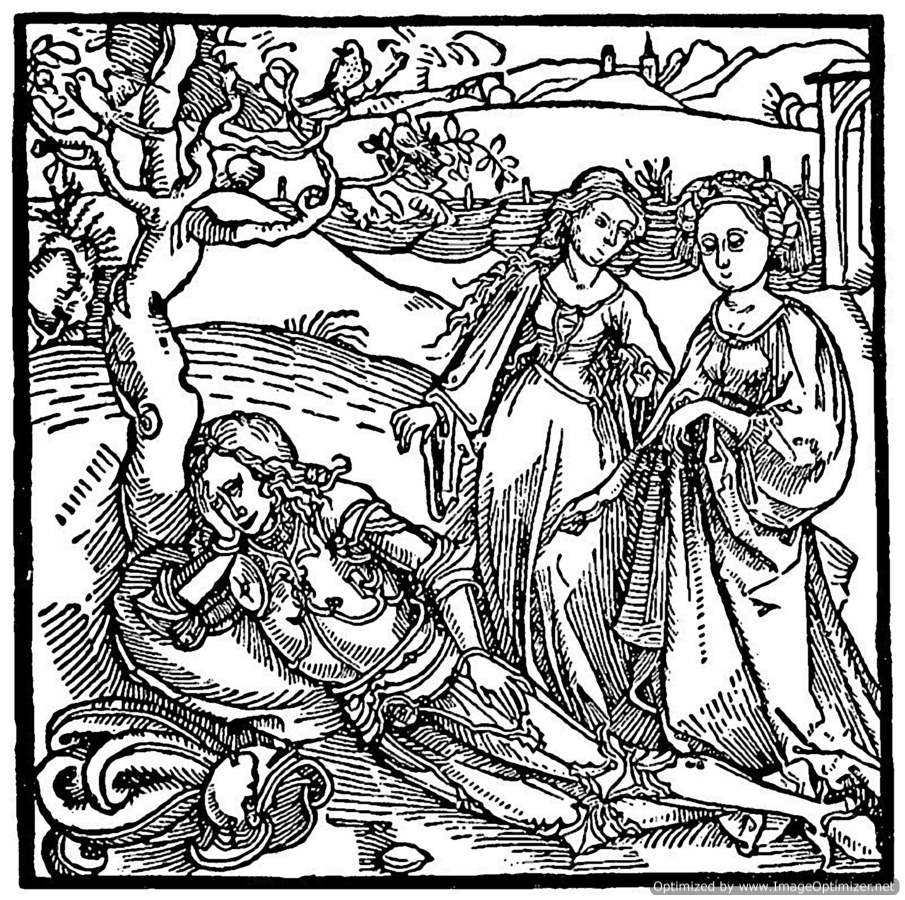
Le chevalier de La Tour Landry et ses filles dans le jardin, estampe sur bois attribuée à Albrecht Dürer, Der Ritter vom Turn, imprimé par Michael Furter, Bâle, 1493

Le seul texte qui nous soit parvenu du chevalier de La Tour Landry est son Livre pour l'enseignement de ses filles. D'après deux allusions de cet ouvrage, l'auteur aurait également écrit un livre semblable à l'attention de ses fils, livre qui semble aujourd'hui perdu.
Le Livre se présente comme un manuel pour inculquer aux jeunes demoiselles nobles les principes de vertu, de bienséance et de piété à observer avant et après le mariage. La méthode didactique adoptée est un recueil d'exempla entrecoupés d’homélies, d’exhortations et de commentaires à caractère moral.
L'auteur destinait cet ouvrage à ses filles pour leur « aprandre à (…) entendre comment elles se doyvent gouverner et le bien du mal dessevrer ». Il s'adresse également aux dames et demoiselles de la noblesse et des milieux aisés.
Ce livre a joui aux XIVe siècle et XVe siècles d'une très grande popularité en France, en Angleterre et en Allemagne. En France, sa diffusion est attestée par le nombre assez important - au moins 21 - de manuscrits médiévaux conservés. Ces manuscrits, souvent d'un aspect très soigné, ont été prisés de la très haute aristocratie. L'ouvrage a également fait l'objet d'au moins trois éditions parisiennes au début du XVIe siècle : la première en 1514, pour le compte du libraire Guillaume Eustace; une seconde par Michel Le Noir en février 1517 et une troisième, ne comportant aucune date, par la veuve de Jean Trepperel et son gendre Jean Jehannot entre 1514 et 1519, période au cours de laquelle ces deux imprimeurs ont été associés.
Au XVe siècle, le livre a été traduit deux fois en anglais. La première traduction date du règne de Henri VI d'Angleterre (1422-1461). La seconde, réalisée par William Caxton, le premier imprimeur anglais, fut achevée en juin 1483 et publiée l'année suivante sous le titre The Book of the Knight in the Tower.
Une traduction allemande fut réalisée par le chevalier Marquard vom Stein (v. 1425-1495/6), membre de l'une des plus vieilles familles nobles souabes. Cette traduction fut imprimée pour la première fois à Bâle en 1493 par Michael Furter, avec le titre Der Ritter vom Turn. Une série de magnifiques gravures sur bois, attribuées, entre autres, à Albrecht Dürer, illustrait ce livre luxueux. Par la suite, les éditions allemandes se multiplièrent: deux autres au XVe siècle, sept au XVIe siècle, deux au XVIIe siècle, une dernière au XIXe siècle.

### Études
- Danielle Bohler, « Père, mère et filles : les gestes du désir dans le Livre du Chevalier de la Tour Landry pour l'enseignement de ses filles », Cahiers de recherches médiévales [En ligne], no 4 (1997), mis en ligne le 15 janvier 2007.
- Anne Marie De Gendt, L'art d'éduquer les nobles damoiselles : le Livre du Chevalier de la Tour Landry, Paris : Honoré Champion, 2003.  (ISBN 2-7453-0668-5)

Bernard Ribémont, Compte-rendu critique de l'ouvrage de De Gendt, Cahiers de recherches médiévales, mis en ligne le 10 juillet 2008.
- Valérie Gontero, "Cointises et Atours : la chevelure dans Le Livre du Chevalier de la Tour Landry pour l’enseignement de ses filles", in Chantal Connochie-Bourgne (dir.), La chevelure dans la littérature et l'art du Moyen Âge, Aix-en-Provence 2004, p. 181-193.

- Anatole de Montaiglon, « Préface », dans Geoffroy, chevalier de La Tour Landry. Le Livre du Chevalier de La Tour Landry pour l'enseignement de ses filles. Anatole de Montaiglon, éditeur.  Paris : [P. Jannet], 1854, p. v-lvi.

[Lire en ligne (Gallica)]  —  [Lire en ligne (Google Livres)]  —  [Lire en ligne (Wikisource)]
- Jean Tricard, « Le livre du chevalier de la Tour Landry et ses lecteurs : hypothèses sur un succès », dans Pour une histoire sociale des villes : Mélanges offerts à Jacques Maillard [en ligne], Rennes, Presses universitaires de Rennes, 2006.

### Éditions
Livre pour l'enseignement de ses filles de Geoffroi de La Tour-Landry
éditions modernes
- Geoffroy, chevalier de La Tour Landry. Le Livre du Chevalier de La Tour Landry pour l'enseignement de ses filles. Anatole de Montaiglon, éditeur. Paris : [P. Jannet], 1854

[Lire en ligne (Gallica)]  —  [Lire en ligne (Google Livres)]  —  [Lire en ligne (Wikisource)]
éditions anciennes
- Le chevalier de La Tour et le Guidon des guerres,  Nouvellement imprimé à Paris pour Guillaume Eustace, 1514 édition du début du XVIe siècle du Livre pour l'enseignement de ses filles. Exemplaire numérisé sur Gallica et notice détaillée

The Book of the Knight in the Tower de William Caxton
- The booke of thenseygnementes and techynge that the Knyght of the Towre made to his doughters. London: G. Newnes, 1902.

[Lire en ligne (Open Library)]  —  [Lire en ligne (Medieval Women - McMaster University)]  —  [Lire en ligne (Internet Archive)]
- The Book of the Knight of La Tour-Landry, Compiled for the Instruction of his Daughters; Translated from the Original French into English in the Reign of Henry VI, and Edited for the First Time from the Unique Manuscript in the British Museum, with an Introduction and Notes by Thomas Wright, London, Trübner (Early English Text Society. Original Series, 33), 1868.

[Lire en ligne (Google Livres)]
- The Book of the Knight of La Tour-Landry, Compiled for the Instruction of his Daughters; Translated from the Original French into English in the Reign of Henry VI, and Edited for the First Time from the Unique Manuscript in the British Museum, Harl. 1764, and Caxton's Print, A. D. 1484, with an Introduction and Notes by Thomas Wright. Revised Edition, London, Kegan Paul, Trench, Trübner (Early English Text Society. Original Series, 33), 1906.

[Lire en ligne (Google Livres)]
Der Ritter von Turn de Marquard vom Stein
- Éditions Bâle 1493, Bâle 1513, Strasbourg 1519 online

[Consulter (Bayerische Staatsbibliothek Munich)]

### Autres ressources en ligne
- Laurent Brun, « Geoffroi de La Tour Landry », notice des Archives de littérature du Moyen Âge (ARLIMA) [en ligne].

- Laurent Brun et Joan Gilbert, « William Caxton », notice des Archives de littérature du Moyen Âge (ARLIMA) [en ligne].

- Laurent Brun, « Marquard vom Stein », notice des Archives de littérature du Moyen Âge (ARLIMA) [en ligne].